# Bombardeos del 22 de marzo de 2024 sobre Ucrania
Una serie de bombardeos masivos con cohetes contra Ucrania se produjo en las horas de la mañana del 22 de marzo de 2024. Járkov, Zaporiyia, Dnipropetrovsk, Jmelnitski, Poltava, Vínnitsa, Leópolis, Ivano-Frankivsk, Nicolaiev, Odesa, Sumy y otros partes del país fueron objeto de ataques con cohetes por parte del ejército ruso. La Estación Hidroeléctrica Dniéper quedó fuera de servicio (ocho misiles impactaron; un trolebús que transportaba a civiles que viajaban a lo largo de la presa fue alcanzado; la segunda unidad de energía fue destruida). Como resultado del ataque ruso a Zaporiyia, tres personas murieron y 14 más resultaron heridas, una persona murió en la estación hidroeléctrica de Dniéper y hubo víctimas y heridos civiles en Jmelnitski. Járkov se quedó sin electricidad.
Según el Ministerio de Defensa de Rusia, los ataques fueron una represalia por los ataques de Ucrania a refinerías de petróleo rusas.
El jefe de Ukrenergo, Volodímir Kudrytskyi, calificó el ataque al sistema energético como el mayor desde el comienzo de la invasión a gran escala del ejército ruso en el territorio de la Ucrania soberana.

## Curso de los eventos
La noche del 22 de marzo de 2024 se anunció una alerta de ataque aéreo en todo el país. Por la mañana, el ejército ruso lanzó un ataque masivo con misiles contra Ucrania.
Según la Fuerza Aérea de Ucrania, en el ataque se utilizaron 63 drones de ataque Shahed (55 de ellos fueron derribados), 12 misiles balísticos Iskander-M, 40 misiles de crucero Kh-101/Kh-555 (35 fueron derribados),5  Kh- 22 misiles de crucero, 7 misiles Kinzhal, 2 misiles Kh-59 (ambos derribados), 22 misiles S-300/S-400. Los misiles alcanzaron instalaciones energéticas ucranianas.

### Járkov
En Járkov, el ejército ruso llevó a cabo más de 15 ataques contra instalaciones de infraestructura energética con misiles S-300/X-22, dijo el jefe de la administración militar regional, Oleh Syniehubov. La ciudad quedó casi completamente sin electricidad ni suministro de agua.

### Zaporiyia
En Zaporiyia, el ejército ruso lanzó 12 ataques con misiles, dijo el jefe de la administración regional, Ivan Fedorov. Según datos preliminares, siete casas quedaron destruidas y otras 35 resultaron dañadas. Algunas personas resultaron heridas.
La central nuclear de Zaporiyia también estuvo al borde del cierre. Durante el ataque se cortó la línea eléctrica aérea externa "Dniprovska", que conecta la central nuclear con el sistema energético unificado de Ucrania. Energoatom informó que la línea eléctrica dañada fue restaurada.

### Krivói Rog
En Krivói Rog, óblast de Dnipropetrovsk, las instalaciones de infraestructura críticas resultaron dañadas como resultado de un ataque combinado con drones y misiles, dijo el jefe de la administración militar, Oleksandr Vilkul. La ciudad está introduciendo horarios de cierre de emergencia. Los hospitales y otras infraestructuras están cambiando a generadores siempre que sea posible.

#### Destrucción de la central hidroeléctrica del Dniéper
Se produjo un ataque contra las estructuras hidráulicas y la central hidroeléctrica del Dniéper. Se produjo un incendio en la estación, sin que hubiera ninguna amenaza de avance. Un misil ruso alcanzó un trolebús que circulaba a lo largo de la presa de la central hidroeléctrica del Dniéper, afirmó Petro Andryushchenko, asesor del alcalde legítimo de Mariúpol. Según él, en el trolebús había gente pacífica que se dirigía a trabajar. Andryushchenko publicó una fotografía de las consecuencias de la huelga. Se ha cortado el tráfico en la zona de la central hidroeléctrica.
Según Ukrhidroenergo, el ataque afectó a estructuras hidráulicas y a la central hidroeléctrica del Dniéper. Se inició un incendio en la estación. “No hay ninguna amenaza de avance. La situación en la presa de la estación está bajo control”, dijeron en el departamento.
Ihor Syrota, director general de Ukrhidroenergo; dijo en Radio Free Europe/Radio Liberty que el ejército ruso atacó HPP-1 y HPP-2. Según sus palabras, la HPP-2 resultó gravemente dañada y se desconoce si será posible restaurarla. Uno de los soportes de la estación también resultó golpeado y las vigas de la grúa se rompieron.

### Sumy
En la óblast de Sumy, como resultado de los ataques a las instalaciones del sistema energético, se llevaron a cabo programas de cierre de emergencia en zonas de los distritos de Sumy, Konotop y Shostkinsky.

### Jmelnitski
En Jmelnitski, después del ataque ruso, la infraestructura y los edificios residenciales resultaron dañados, hubo muertos y heridos entre la población civil, informa el alcalde de la ciudad, Oleksandr Symсhyshyn. Dos personas murieron y 8 resultaron heridas.

### Poltava
En la óblast de Poltava, los tejados de tres casas particulares en la raión de Mýrhorod resultaron dañados por fragmentos de cohetes; no hubo víctimas. En la región se han aplicado paradas preventivas de subestaciones y se ha introducido un calendario de paradas de emergencia.

### Otros asentamientos e instalaciones dañados
También se registraron impactos en instalaciones de infraestructura crítica en Vínnitsa, Leópolis, Ivano-Frankivsk, Nicolaiev, Odesa y Dnipró. Se introdujeron también cortes de energía de emergencia para mantener el equilibrio en el sistema energético de Ucrania en los óblasts Kirovogrado y en Dnipropetrovsk. En Kirovogrado no se registraron daños ni cierres de instalaciones de infraestructura crítica.

## Reacción
El Ministro de Energía de Ucrania, German Galushchenko, calificó el ataque ruso como el mayor ataque al sector energético ucraniano en los últimos tiempos.
El secretario de prensa del presidente ruso, Dmitri Peskov, afirmó por primera vez que “Rusia está en estado de guerra con Ucrania” y dejó de llamar “operación especial” a la invasión rusa de Ucrania.